# Triclistus concitus
Triclistus concitus är en stekelart som beskrevs av Valentina I. Tolkanitz 1994. Triclistus concitus ingår i släktet Triclistus och familjen brokparasitsteklar. Inga underarter finns listade i Catalogue of Life.